# Husbands and Lovers
Husbands and Lovers is een Amerikaanse filmkomedie uit 1924 onder regie van John M. Stahl. Destijds werd de film in Nederland uitgebracht onder de titel Echtgenooten en minnaars.

## Verhaal
Het huwelijk van James en Grace Livingston zit in het slop. Wanneer James oppert dat zijn vrouw iets aan haar uiterlijk zou kunnen doen, neemt Grace die raad ter harte. James is zelf niet te spreken over de veranderingen, maar zijn vriend Rex Phillips mag de metamorfose van Grace wel lijden. Wanneer James erachter komt dat Rex en Grace een verhouding hebben, besluit hij van zijn vrouw te scheiden. Op het ogenblik dat Grace wil trouwen met Rex, verandert hij van mening. James sleurt Grace vlug voor het altaar vandaan om zelf met haar te hertrouwen.

## Rolverdeling
| Acteur           | Personage        |
| ---------------- | ---------------- |
| Lewis Stone      | James Livingston |
| Florence Vidor   | Grace Livingston |
| Dale Fuller      | Marie            |
| Winter Hall      | Robert Stanton   |
| Edith Murgatroyd | Mevrouw Stanton  |
| Lew Cody         | Rex Phillips     |